# Дельта Дона
Де́льта До́на (в античности — Меотийские болота) — вторая по величине дельта у берегов Азовского моря. Расположена в устье реки Дон, в пределах Ростовской области РФ. Площадь дельты Дона составляет около 538 км² (12,5 % от размера дельты Кубани, несмотря на то, что своей водностью Дон в 1,5—2 раза превышает Кубань). Донская дельта граничит с Таганрогским заливом (Таганрогский залив) Азовского моря, в его северо-восточной части, к бассейну которого относятся воды Дона.

## Характеристика

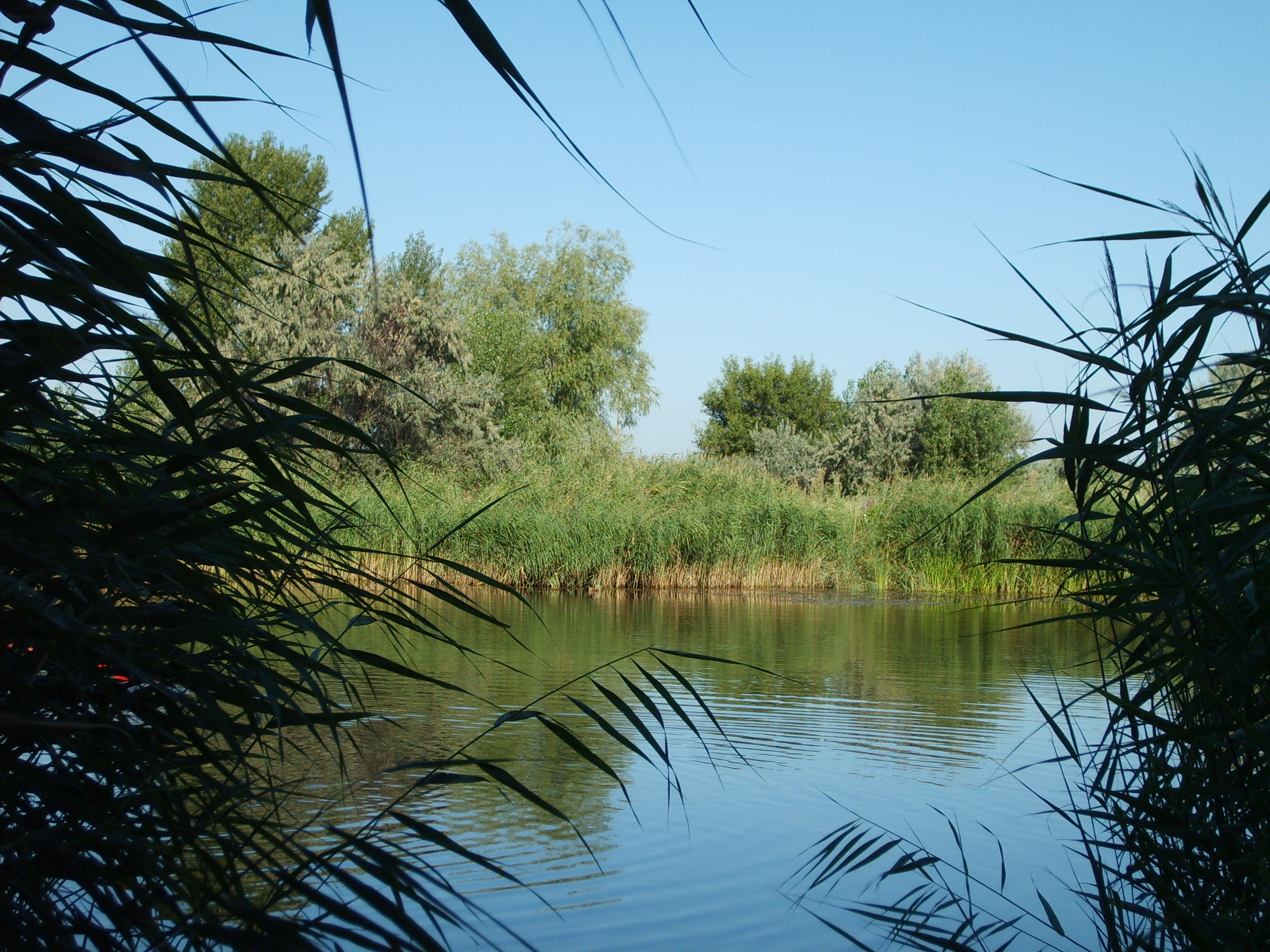
Ерик Лагутник

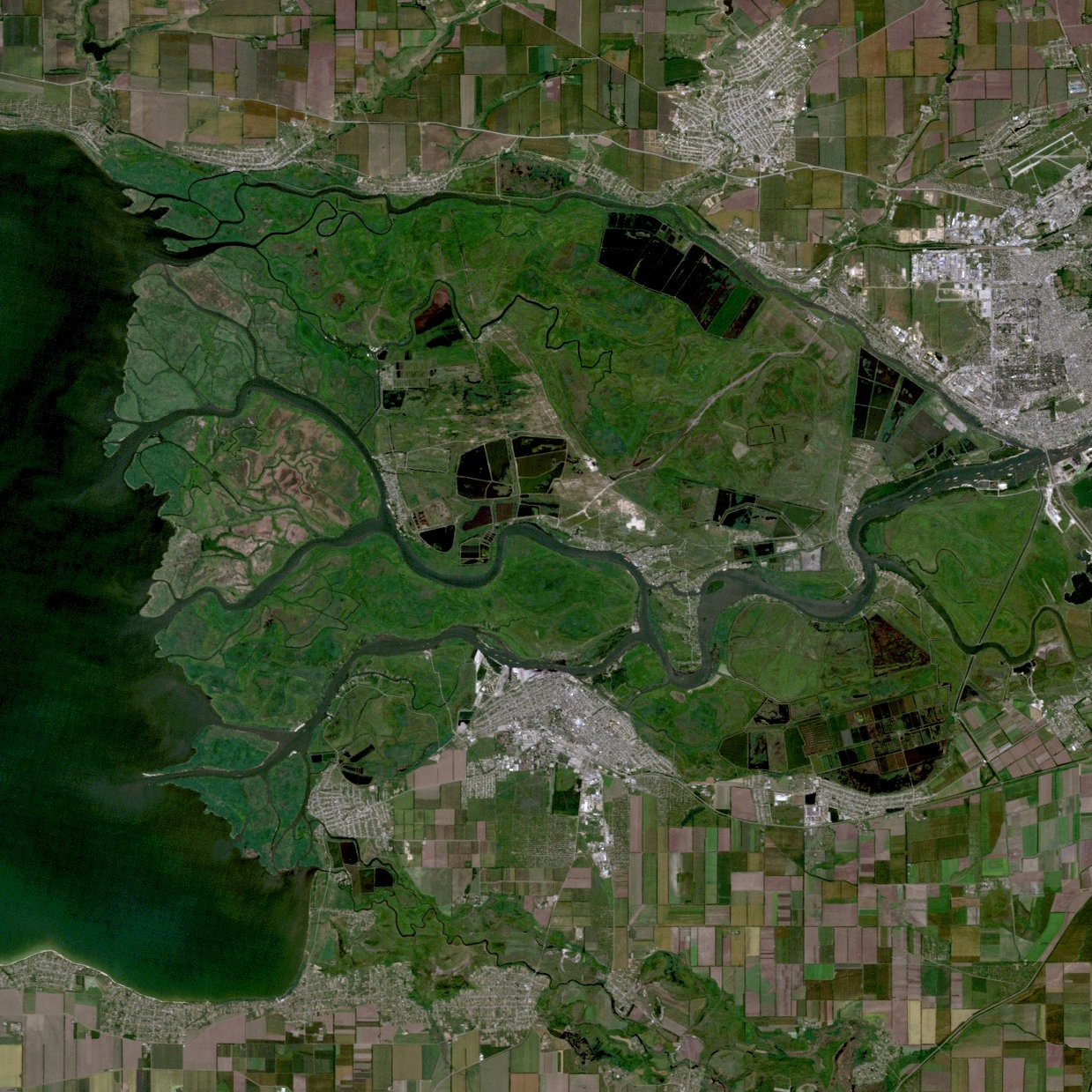
Спутниковый снимок дельты

Современная дельта Дона площадью 538 км² начинается ниже города Ростов-на-Дону от станицы Нижне-Гниловской, где от реки вправо ответвляется несудоходный рукав Мёртвый Донец. Далее Дон разветвляется на рукава: Большая Каланча, Старый Дон, Большая Кутерьма (Кутерма), Переволока, Мокрая Каланча и множество проток, гирл, ериков и каналов, в том числе оросительных (например, Азовский магистральный канал). Таким образом, современная дельта Дона представляет собой плоскую аллювиальную равнину с немногочисленными (3) озёрами, обвалованными нерестилищами, лугами, обширными плавнями, заросшими тростником и рогозом.
Растительность — луговая, вдоль водотоков — древесная. Водотоки дельты имеют прирусловые валы. На морском крае дельты между гирлами образовались многочисленные острова, приустьевые косы и бары. Между косами и островами расположены мелководные заливы глубиной около 0,5 м, называемые кутами (Бабинский, Зеленков и др.). Протяжённость морского края дельты составляет 32 км. Климат умеренно континентальный, близкий к субтропическому. Дельта Дона имеет довольно богатую флору и фауну. Питает дельту река Дон, имеющая снего-дождевое питание и стекающая с Русской равнины. Это первая по значимости река, впадающая в Азовское море. Длина его достигает 1870 км, а водосборная площадь равняется 422 000 км². Ежегодно с водосбора Дона в Таганрогский залив поступает около 20 км³ пресной воды. Сток в море снизился после создания в 1951 году Цимлянского водохранилища. Приращение водного стока, от вершины устьевой области Дона у станицы Раздорской до морского края дельты принято считать около 0.

## Примечательные факты
На протяжении примерно 4,5 тысяч лет наносная деятельность Дона (в среднем в год /до 1951 года/ 4,7 млн тонн речных наносов — ил, глина, песок) приводила к постепенному увеличению дельты, которая выдвигалась в море со средней скоростью около 8 м в год. При этом скорость выдвижения отдельных рукавов достигала 10—75 метров в год. После создания Цимлянского водохранилища скорость выдвижения морского края дельты в море существенно уменьшилась, в настоящее время процессы аккумуляции и размыва на морском крае дельты стабилизировались. Но образующиеся в море потоки наносов приводят к постоянному отложению наносов в прорези судоходного канала. В 1950-е годы скорость осадконакопления на отдельных участках превышала 1 м в год.
В 1928 году был прорыт новый судоходный канал река-море, проходящий по рукаву Старый Дон и проток Песчаный; до этого судоходный путь проходил по Большой Каланче и Переволоке. Для сохранения Азово-Донского пути в Таганрогском заливе и в самой дельте постоянно проводятся дночерпательные работы.

## Античная история
В античный текстах регион известен как «меотийские болота» (Palus Maeotis). Поблизости расположен древний город Танаис.

## Флора и фауна
Дельта покрыта тугайной растительностью, заломами камыша. В дельте водятся фазаны. К началу XXI века дельту заселил шакал.